# Petinha-rabicurta
Petinha-rabicurta  (Anthus brachyurus) é uma espécie de ave da família Motacillidae.
Pode ser encontrada nos seguintes países: Angola, Burundi, República do Congo, República Democrática do Congo, Gabão, Moçambique, Ruanda, Somália, África do Sul, Tanzânia, Uganda, Zâmbia e Zimbabwe.
Os seus habitats naturais são: campos de gramíneas subtropicais ou tropicais secos de baixa altitude e campos de gramíneas de baixa altitude subtropicais ou tropicais sazonalmente húmidos ou inundados.